# Макароне деј Фрати (Павија)
Макароне деј Фрати је насеље у Италији у округу Павија, региону Ломбардија.
Према процени из 2011. у насељу је живело 36 становника. Насеље се налази на надморској висини од 260 м.